# Calendar Girls
Calendar Girls (bra: Garotas do Calendário ou As Garotas do Calendário; prt: Meninas de Calendário) é um filme de comédia dramática britânico de 2003, dirigido por Nigel Cole. O roteiro de Tim Firth and Juliette Towhidi é baseado na história real de um grupo de mulheres de Yorkshire que posaram nuas para um calendário a fim de arrecadar dinheiro para um hospital local.

## Sinopse
A história real de Chris e Annie, amigas diferentes entre si mas inseparáveis, que vivem numa pequena cidade inglesa. Chris é integrante do Women's Institute, uma associação nacional que congrega senhoras em torno de atividades, como feitura de doces e geleias, jardinagem ou tricô. Quando o marido de Annie morre de leucemia ela resolve se juntar ao grupo, em um movimento para ajudar o hospital local. A campanha, idealizada por Chris, consiste em fazer um calendário com uma integrante do Women's Institute para cada mês, cada uma mostrando uma prenda de seus dotes domésticos. Uma ideia muito tradicional e familiar, não fosse por um pequeno detalhe: as mulheres devem aparecer nas fotos completamente nuas.

## Elenco
- Helen Mirren como Chris Harper
- Julie Walters como Annie Clarke
- Linda Bassett como Cora
- Annette Crosbie como Jessie
- Philip Glenister como Lawrence Sertain
- Ciarán Hinds como Rod Harper
- Celia Imrie como Celia
- Geraldine James como Marie
- Penelope Wilton como Ruth Reynoldson
- George Costigan como Eddie Reynolson
- John Alderton como John Clarke

## Recepção
No agregador de críticas Rotten Tomatoes, que categoriza as opiniões apenas como positivas ou negativas, o filme tem um índice de aprovação de 74% calculado com base em 126 comentários dos críticos. Entretanto, com as mesmas opiniões sendo calculadas usando uma média aritmética ponderada, a nota é 6,5/10 que é seguida do consenso: "Uma comédia encantadora, mas clichê que lembra The Full Monty". Já no agregador Metacritic, que calcula as notas usando somente uma média aritmética ponderada a partir das avaliações de 30 críticos que escrevem em maioria para a imprensa tradicional, o filme tem uma pontuação de 60 entre 100, com a indicação de "revisões mistas ou neutras".

## Principais prêmios e indicações
Globo de Ouro 2003 (EUA)
- Indicado na categoria de Melhor Atriz - Comédia/Musical (Helen Mirren).

European Film Awards 2003 (Alemanha)
- Indicado na categoria de Melhor Atriz (Helen Mirren).